# Vitesse de circulation de la monnaie
La vitesse de circulation de la monnaie (ou vélocité de la monnaie) est la vitesse à laquelle une unité monétaire circule dans un système économique.

## Concept
La vitesse de circulation de la monnaie désigne la vitesse à laquelle la monnaie est échangée entre les agents économiques. Il s'agit donc d'un taux de rotation, c'est-à-dire le nombre de fois où une même unité monétaire passe dans la main d'un autre agent économique au cours d'une période donnée. Dans les faits, elle dépend de facteurs aussi divers que les habitudes de paiement des consommateurs et de la structure générale de l'économie.
Le concept est mobilisé par les économistes dans le cadre de plusieurs théories, dont, notamment, la théorie quantitative de la monnaie, qui établit un lien direct entre la masse monétaire et l'augmentation du niveau des prix. À court terme, la vitesse de circulation de la monnaie est considérée comme constante. Elle se modifie lentement sur le long terme.
La monnaie est au cœur des débats entre les écoles de pensée économique. Les classiques et les néoclassiques considèrent que la vitesse de circulation de la monnaie (tout comme le volume des transactions) est insensible aux variations de la quantité de monnaie. Ils admettent que la vitesse diminue en période de crise économique. En effet, de manière mécanique, si {\displaystyle M\times V=P\times T}, alors ou bien les prix, ou bien le nombre de transactions, ou bien les deux à la fois, diminuent en période de crise.
On parle de hot money lorsque la vitesse de circulation de la monnaie est élevée, c'est-à-dire lorsqu'un agent économique cherche à se séparer de sa monnaie aussitôt qu'il entre en sa possession. Ce phénomène caractérise les situations d'hyperinflation : la hausse continue du niveau des prix dévalorise constamment toute unité monétaire nominale, ce qui incite les agents à s'en séparer rapidement.
Au cours d'une crise économique, la possession de monnaie pour motif de précaution augmente, ce qui réduit la vitesse de circulation de la monnaie.

## Formalisation
Le calcul de la vitesse de circulation de la monnaie {\displaystyle V} nécessite de connaître pour une période, le volume des transactions {\displaystyle T}, la quantité {\displaystyle M} de monnaie disponible et {\displaystyle P} le niveau général des prix à cette période. {\displaystyle P} et {\displaystyle M} doivent être dans la même unité (devise).
{\displaystyle V={\frac {P\times T}{M}}}
Le taux de liquidité est égal à l'inverse de la vitesse de circulation de la monnaie, soit {\displaystyle 1/V} et le taux de liquidité de l'économie, mesuré par le rapport entre la masse monétaire d'agrégat M3 et le PIB. Mais attention, si les échanges concernant les actifs financiers et immobiliers sont intégrés à l’équation, alors {\displaystyle P\times T} ne représente pas le PIB.
La valeur a une borne inférieure nulle (la vitesse ne peut pas devenir négative) mais n’a pas de raison d’être bornée supérieurement. Elle peut être supérieure ou inférieure à 1, qui ne représente aucune signification particulière : lorsqu'une unité de monnaie est dépensée par un agent économique, celui-ci ne va pas forcément garder cette monnaie pour lui, mais va lui-même en dépenser tout ou partie. La même pièce peut ainsi servir plusieurs fois, et la vitesse de 1 (où elle ne sert en moyenne qu'une fois dans l'année) n'est qu'un cas particulier improbable.

## Observations empiriques

### En Europe
Depuis 1980, la vitesse de circulation de la monnaie n'a fait que chuter en zone euro, passant de 0,5 à 0,15 en 2005. De 2005 à 2022, la consommation des ménages payable en espèces rapportée aux émissions nettes est passée de 1,4 à un chiffre négatif en 2020.

Cela est dû à plusieurs facteurs, comme des anticipations d'inflation faibles. D'autre part, la vitesse de circulation des billets a été divisée par 5 pour les billets de 20 euros, et par 7 pour les billets de 50 euros de 2005 à 2020 et s'est ralentie d'autant plus en zone euro depuis 2021 dans un contexte d'augmentation du prix et de stagflation économique.

### Aux États-Unis
Les travaux de Milton Friedman et d'Anna Schwartz ont permis d'estimer la vélocité de la monnaie américaine entre 1867 et 1960. Les résultats de leurs recherches ont été publiés dans Une histoire monétaire des États-Unis, 1867-1960. Entre 1860 et 1960, la vélocité de la monnaie a chuté en moyenne d'un pour cent par an, avec des variations inférieures à 1% lors des phases hautes et basses des cycles des affaires.
La vélocité de la monnaie a chuté dès la fin du XIXe siècle. Comme les populations voyaient leur revenu augmenter, et que le système bancaire devenait plus développé et permettait de placer son argent, les Américains ont commencé à détenir plus de monnaie, ce qui a fait chuter la vélocité. En 1869, la masse monétaire était équivalente à trois mois de salaires en moyenne ; en 1960, elle était équivalente à sept mois de salaires.
Toutefois, les changements dans la vélocité de la monnaie sont tendanciels, lents. La seule exception notable est la décennie 1930 : la grande contraction a fait chuter la vitesse de la monnaie, et un rebond important a contrebalancé cette chute après la Seconde guerre mondiale.
Après une croissance stable entre 1960 et 1980, la vitesse de circulation de la monnaie a été erratique, augmentant fortement lors des crises économiques et rechutant après.